# Episodi di Beauty and the Beast (terza stagione)
La terza stagione della serie televisiva Beauty and the Beast, composta da 13 episodi, è stata trasmessa in prima visione assoluta negli Stati Uniti d'America da The CW dall'11 giugno al 10 settembre 2015.
In Italia, la stagione è andata in onda in prima visione sul canale satellitare Fox Life dal 26 maggio al 4 agosto 2016. In chiaro, è stata trasmessa dal 20 al 31 ottobre 2016 su Rai 4.
| n° | Titolo originale            | Titolo italiano            | Prima TV USA      | Prima TV Italia |
| -- | --------------------------- | -------------------------- | ----------------- | --------------- |
| 1  | Beast of Wall Street        | La bestia di Wall Street   | 11 giugno 2015    | 26 maggio 2016  |
| 2  | Primal Fear                 | Combatti o scappa          | 18 giugno 2015    | 26 maggio 2016  |
| 3  | Bob & Carol & Vincent & Cat | Passo dopo passo           | 25 giugno 2015    | 2 giugno 2016   |
| 4  | Heart of the Matter         | Il cuore del problema      | 2 luglio 2015     | 2 giugno 2016   |
| 5  | The Most Dangerous Beast    | La bestia più pericolosa   | 9 luglio 2015     | 9 giugno 2016   |
| 6  | Chasing Ghosts              | Caccia ai fantasmi         | 16 luglio 2015    | 16 giugno 2016  |
| 7  | Both Sides Now              | Doppio gioco               | 23 luglio 2015    | 23 giugno 2016  |
| 8  | Shotgun Wedding             | Matrimonio con sorpresa    | 30 luglio 2015    | 30 giugno 2016  |
| 9  | Cat's Out of the Bag        | Cat si arrende             | 6 agosto 2015     | 7 luglio 2016   |
| 10 | Patient X                   | Il paziente X              | 13 agosto 2015    | 14 luglio 2016  |
| 11 | Unbreakable                 | Con me o contro di me      | 20 agosto 2015    | 21 luglio 2016  |
| 12 | Sins of the Fathers         | Finché morte non ci separi | 27 agosto 2015    | 28 luglio 2016  |
| 13 | Destined                    | Destinati                  | 10 settembre 2015 | 4 agosto 2016   |

## La bestia di Wall Street
- Titolo originale: Beast of Wall Street
- Diretto da: Jeff Renfroe
- Scritto da: Brad Kern

### Trama
Dopo due mesi dalla sconfitta di Gabe, Cat e Vincent provano finalmente a condurre una vita "normale", vivendo appieno la loro storia d'amore, tant'è che lui ha intenzione di chiederle di sposarlo. Vincent, che viene riabilitato come medico, torna a lavorare in ospedale. Nel frattempo cerca di tranquillizzare Cat che non può fare a meno di pensare che altri pericoli siano in agguato. In realtà la ragazza, stanca della solita routine, sente che loro due sono destinati a far parte di qualcosa di più grande, così si fa trascinare ancora una volta, all'insaputa di Vincent, da due agenti della FBI che le facevano da tempo pressioni affinché lei e Vincent ritornassero sul campo per stanare pericolose bestie ancora in azione. Intanto J.T. porta con sé gli strascichi della bruttissima esperienza con Gabe, motivo per cui non si sente ancora pronto per ritornare alla normalità. Gli agenti della FBI stanno indagando su un certo Tyler, un analista finanziario diventato improvvisamente una persona violenta. Dopo aver interrogato la moglie della presunta bestia, Cat e gli agenti vengono attaccati da Tyler che uccide l'agente Barret. Nel frattempo Vincent sta organizzato una cena romantica in un ristorante di lusso, in cui farà la proposta di matrimonio a Cat, ma a causa di un'emergenza deve ritornare al lavoro. In ospedale, Vincent vede l'agente Thomas della FBI ferito gravemente e Cat con qualche contusione. La ragazza esplicita le sue intenzioni di voler ritornare a cacciare le bestie, ma questa decisione fa arrabbiare Vincent perché Cat ha agito di nascosto, rischiando la vita. Cat si confida con la sorella Heather, in procinto di sposarsi, che le fa capire che in una coppia non può prendere decisioni da sola per entrambi e le consiglia di scusarsi con lui. Vincent riceve la visita di J.T. che, venuto a sapere delle intenzioni di Cat, gli fa capire che la ragazza non ha tutti i torti a voler fermare le bestie e che lui deve accettare la sua natura. Le parole di J.T. e la nuova aggressione di Tyler all'agente Thomas, convincono Vincent a tornare a caccia di bestie. Ma questa volta Cat teme che Vincent, affrontando una bestia più pericolosa, possa perdere la sua umanità. Durante lo scontro, Vincent si rende conto che il nemico è più forte dei precedenti e questo richiederà da parte sua molta più forza di quanto era abituato ad usare negli ultimi tempi. Fortunatamente Cat interviene in tempo e supplica Vincent di controllarsi e rimanere se stesso. Cat e Vincent si chiariscono e accettano il loro destino di cacciatori di bestie. Inoltre lui si dichiara a Cat che accetta commossa.

## Combatti o scappa
- Titolo originale: Primal Fear
- Diretto da: David McNally
- Scritto da: Roger Grant

### Trama
Vincent si trasferisce da Cat e iniziano i primi problemi sulla convivenza. Cat intuisce che Vincent nasconde qualcosa e teme abbia dei ripensamenti sulla loro relazione. Entrambi si confrontano e confidano con i rispettivi amici, J.T. e Tess. Vincent nota che comincia a trasformarsi in bestia appena si parla di argomenti o decisioni in merito alla convivenza. Rincuorato dalle parole di J.T., Vincent corre a casa per parlare con Cat, ma sorprende Heather nella doccia. La ragazza, imbarazzata, si è lasciata di nuovo col suo fidanzato perché lui non voleva impegnarsi. Affrontando l'argomento, Heather mette ancora più pressioni a Vincent, sottolineando come Cat sia talmente abituata a vivere da sola, che sarà difficile trovare un po’ di spazio per lui. Nel frattempo Cat decide di intrufolarsi negli uffici dell’agente Thomas per scoprire qualcosa di più sulla “cura miracolosa” somministrata a J.T., e di cui lo stesso scienziato sta facendo esperimenti, col suo sangue, cercando di sintetizzarlo e risalire a dei dati che possano dar loro informazioni in più. Poco dopo, nell'ufficio di Thomas, entra un ragazzo che attraverso dei misteriosi poteri assorbe informazioni dal computer su cui prima Cat stava curiosando. Successivamente Cat rivela a Vincent di aver scoperto che l’agente Thomas aveva reclutato un certo Douglas nelle forze speciali, un corriere con efficaci soluzioni internazionali, che contrabbandava armi in Afghanistan. I due si mobilitano a rintracciarlo, ma lo trovano morto fulminato. Poco dopo esce allo scoperto lo strano ragazzo dai poteri misteriosi che si dà alla fuga, sparando fulmini dalle mani per rallentare Vincent e Cat. Indagando su di lui scoprono la sua identità: si chiama Alton Finn, celebrità dell’informatica con un tumore inoperabile al cervello il quale pare gli abbia accentuato alcune singolari caratteristiche. Alton cercava dal corriere una particolare medicina e tormenta l'agente Thomas per sapere a chi l'ha data. Di seguito viene a sapere che colui che gliel'ha sottratta è J.T. e lo prende in ostaggio per farsi sintetizzare il siero. Vincent, Cat e Tess corrono in suo aiuto ma J.T. riesce a scappare e inietta il siero all'agente Thomas per curarlo. Alton scatena la sua furia per tutto l'ospedale ma Vincent interviene in tempo e con l'aiuto diplomatico di Cat riescono a fermarsi. Vincent cerca di ottenere informazioni sulla vicenda dall'agente Thomas che gli raccomanda di fare attenzione a J.T. perché la medicina può avere degli effetti collaterali. Alla fine Cat e Vincent confessano entrambi che la scelta di vivere insieme è un cambiamento non facile da affrontare, ma cercano comunque di risolvere i loro problemi affinché la loro relazione funzioni. In un momento di intimità Cat riceve una telefonata di Tess che le comunica il decesso dell'agente Thomas.

## Passo dopo passo
- Titolo originale: Bob & Carol & Vincent & Cat
- Diretto da: Stuart Gillard
- Scritto da: Melissa Glenn

### Trama
Cat, Vincent, Tess e J.T. si mettono subito alla ricerca di nuove piste per scoprire chi ha sparato all’agente Thomas. Cat viene a sapere che il caso viene affidato a Bob e Carol Hall del dipartimento di sicurezza ai quali propone di collaborare al caso. Intanto Heather spinge Vincent a occuparsi dei preparativi sul matrimonio e ne parla a Cat che confessa di volere una cerimonia semplice. Mentre i due discutono sul terrazzo, vengono sfiorati da un proiettile, lo stesso che ha ucciso l'agente Thomas. Per sicurezza decidono di trasferirsi sulla barca di Vincent. Intanto Tess vorrebbe candidarsi a capitano del dipartimento di polizia, ma essendo coinvolta alla "caccia alle bestie" non trova il tempo per presentare la sua candidatura. Nel frattempo J.T. sta facendo degli esperimenti sul suo sangue per scoprire se il siero iniettatogli lo abbia dotato di qualche superpotere e confida i suoi dubbi a Tess che stenta a credergli. Cat e Vincent vanno di nascosto sulla scena del delitto dell’agente Thomas, ma vengono sorpresi da Bob e Carol che dopo un chiarimento accettano la loro collaborazione al caso. Si scopre che l’agente è stato ucciso da un proiettile venuto dall’esterno e, unendo le forze, scoprono da dove fosse partito il colpo fatale e decidono di partire in missione per ottenere i video di sorveglianza per svelare l'identità dell'assassino. Cat e Carol si fingono prostitute per accedere all’edificio di un noto mafioso, Espinoza, che la polizia non era riuscita mai ad incriminare. Mentre J.T. cerca di vedere le registrazioni, un cecchino spara a J.T. ferendogli la mano e alla pen drive distruggendola. Il ragazzo, analizzando i proiettili, scopre che presentano tutti un segno dovuto al fatto che, una volta sparati, vengono colpiti da un altro proiettile che devia la loro traiettoria. Intuisce quindi che il colpevole è più di uno. Inoltre Cat scopre che al dipartimento di sicurezza non lavora nessuno che risponde ai nomi di Bob e Carol Hall e pensa che i cecchini possano essere loro. Nel frattempo Bob e Carol si recano da Cat e Vincent per discutere del caso, ma prima piazzano una bomba sotto la barca di Vincent. Durante l'incontro però Cat li smaschera, loro confessano di essere i cecchini e si scopre che sono a conoscenza degli esperimenti e devono proteggere chi c’è dietro. Dopo uno scontro di opinioni, Vincent si trasforma in bestia per difendersi ma Bob e Carol scappano perché sta per esplodere la bomba. Dopo un po' Vincent riesce a sentire il ticchettio di una bomba e scappa con Cat un secondo prima dell'esplosione. Poco e niente si è salvato, come l’album di matrimonio di Heather che li porta a riflettere che non hanno bisogno di accelerare i tempi, di diventare subito marito e moglie, devono godersi prima il tempo da fidanzati. Alla fine Tess presenta la sua candidatura per il posto di capitano al dipartimento di polizia con l'arresto di Espinoza. J.T. invece scopre di essere miracolosamente guarito alla mano e si rende conto che il siero gli abbia dato poteri auto rigeneranti. Da un grattacielo, Bob tiene sotto mira Cat ma Carol gli sconsiglia di ucciderla perché senza di lei non possono arrivare alla bestia.

## Il cuore del problema
- Titolo originale: Heart of the Matter
- Diretto da: Rich Newey
- Scritto da: Jeff Reno e Ron Osborn

### Trama
Con la decisione di rimandare il matrimonio perché stavano affrettando i tempi, Cat e Vincent si affidano a un consulente coniugale grazie al quale emergono i veri problemi della coppia: Cat è ossessionata dai casi sul sovrannaturale, mentre Vincent li vuole evitare. Cat vuole salvare Vincent dalla bestia che è in lui, ma Vincent non vuole che lei sia vincolata dalla sua vera natura. Ma nonostante questo il loro legame è forte e dipendono l’uno dall’altra. Tess diventa capitano del dipartimento di polizia e a Cat viene affidato un caso: viene trovato il cadavere di una donna con la testa forata e un trapano in mano. Il caso viene subito classificato come suicidio, ma Cat pensa si tratti di un omicidio fatto passare per suicidio e che sia collegato ai responsabili degli esperimenti sulle bestie. Tess le raccomanda di non cacciarsi nei guai dato che ora è capitano della polizia e non può appoggiarla in tutto. Cat porta Vincent a una serata di beneficenza che in realtà camuffa una vera e propria caccia al sovrannaturale. La donna morta era una donatrice di organi, e il suo cuore (probabilmente potenziato da speciali cure) infatti ora andrà a Zelman, un noto uomo d’affari affetto da una grave malattia che lo trattiene sulla sedia a rotella da anni. Cat si avvicina all'uomo per fargli delle domande accusatorie, Zelman confessa di aver violato la legge scoprendo l'identità della sua donatrice e questo induce Cat a pensare che Zelman sia coinvolto nel caso degli esperimenti. Durante l'interrogatorio l'uomo viene colpito da un infarto. Vincent pensa che Cat sia troppo ossessionata dal caso e ora non solo sente il dovere di proteggere Cat dal mondo esterno, ma anche da se stessa, in quanto le sue azioni stanno mettendo in pericolo sia lei che le persone vicine. In ospedale scatta l'allarme: il cuore è sparito e potrebbe non arrivare in tempo per il trapianto, così Vincent e Cat si separano per cercarlo, ma finiscono per incontrarsi nello stesso posto e trovano il cadavere del ladro. Dopo diverse analisi sul sangue, J.T. comunica a Cat che alla donna era stata somministrata la stessa “cura miracolosa” ma che il suo cuore non aveva retto e che quindi la donna non si è suicidata. Il problema è che se il cuore verrà trapiantato a un'altra persona, quest'ultima farà la stessa fine della donatrice. Fortunatamente però J.T. ha sperimentato un antidoto che stava creando già per lui. Cat e Vincent trovano il cuore in una cella frigorifera e lo portano a J.T. che scopre che non è infettato. Il caso sembra risolto, la terapia dare i suoi frutti, ma qualcosa non torna. Cat scopre che la moglie del filantropo è la colpevole. Voleva sbarazzarsi del marito, il suo legame era talmente co-dipendente da lui, che per distaccarsi ha deciso di eliminarlo. Ritornati all’ospedale Vincent affronterà l’intervento a cuore aperto durante un black-out causato dalla moglie di Zelman, e Cat riesce a catturare l'assassina e dei suoi complici. 

## La bestia più pericolosa
- Titolo originale: The Most Dangerous Beast
- Diretto da: Mairzee Almas
- Scritto da: Benjamin Raab e Deric A. Hughes

### Trama
Cat è ancora ossessionata a trovare Bob e Carol Hall, ma Vincent, calmo e un po’ rassegnato, la tranquillizza e la trascina a viva forza a godersi la loro tranquillità. Tess cerca di distrarre Cat dalla "caccia alle bestie" affidandole un banalissimo caso e anche un collega. J.T. riferisce a Cat che Bob e Carol hanno i sensi della vista ampliati e che se messi nelle condizioni di non vedere i loro "poteri" non funzionano. Nel frattempo Bob e Carol stanno preparando una trappola per Cat, per riuscire a catturare Vincent. Carol attira in un edificio abbandonato Cat, e Bob attira Vincent in un bosco. Tess e J.T., su consiglio di Cat, indagano a casa degli Hall, trovano delle mappe con degli edifici segnati (ovvero i posti da dove sparare) e capiscono che i due sono pericolosi e vogliono far del male ai loro amici. Carol affronta Cat che prima del combattimento fa saltare il generatore di corrente per ostacolare i suoi super sensi e combattere alla pari. Intanto Vincent cerca di temporeggiare con Bob che lo provoca al fine di farlo trasformare in bestia e fargli perdere la sua umanità, ma Bob riesce a sedarlo e catturarlo. Mentre Carol viene arrestata, J.T. cerca di salvare Vincent: prevede di buttarsi sotto il furgone, dove Bob ha incatenato Vincent, per far sì che la bestia si svegli e si liberi. Il piano funziona, Vincent risveglia la bestia che è in lui e uccide Bob, poi comincia a ricordarsi di Cat e ritorna umano. Invece l'incidente di J.T. sembra aver fatto svanire i poteri auto rigeneranti. Alla centrale di polizia, Cat e Tess si avvicinano a Carol per comunicarle la morte di Bob, ma lei con i suoi super sensi lo capisce subito e si lascia morire. 

## Caccia ai fantasmi
- Titolo originale: Chasing Ghosts
- Diretto da: Jill Carter
- Scritto da: Gillian Horvath

### Trama
Vincent e Cat sono impegnati con i preparativi del matrimonio, ma lei pensa ancora al caso di Bob e Carol. Per essere sicura che nessuno sia ancora sulle tracce di Vincent, indaga nella casa degli Hall per trovare indizi su chi li ha ingaggiati ma non trova nulla. Nel frattempo le zie di Cat giungono in città per festeggiare l'imminente matrimonio e non fanno altro che compatire Cat per la perdita della sua "buona" madre. Anche J.T. invita a sorpresa dei cugini lontani di Vincent per passare del tempo con loro e festeggiare l'addio al celibato con tanto di spogliarellista. La festa però viene interrotta da alcuni spari: un uomo superpotenziato spara alla cieca da un grattacielo e ferisce Hank, lo zio di Vincent. Fortunatamente la bestia riesce subito a metterlo k.o. e suggerisce a J.T. di analizzare il sangue del superpotenziato. Viene scoperto che le abilità dell'uomo sono state scaturite da un virus contratto due giorni prima, ma che adesso sta svanendo come fosse un'influenza. Questo avvenimento convince sempre di più Cat a diventare iperprotettiva nei confronti di Vincent, ma Tess le fa notare che sta esagerando e che dovrebbe dedicare più tempo ai suoi parenti venuti per il matrimonio. Intanto in città si scatena un'epidemia: il virus che rende gli uomini superpotenziati sta attaccando tutta la città. Dalle analisi, J.T. scopre che il virus muta il DNA delle persone trasformandole in bestie. Cat pensa ancora una volta che chi c'è dietro a tutto questo voglia far uscire allo scoperto Vincent. Intanto lui suggerisce di farsi aiutare da Bob Reynolds, il padre di Cat, seppur lei sia contraria. In carcere, Vincent e Cat incontrano Bob; lui dice di non sapere chi si possa nascondere dietro questi esperimenti ma suggerisce a Vincent di usare i suoi sensi da bestia per arrivare ai colpevoli. Prima di lasciarla, Bob rammenta a Cat di una scatola che lui le aveva dato tempo prima, contenente effetti personali della madre. Durante la festa di addio al celibato, Heather fa un discorso citando la madre e Cat perde la pazienza, confessando davanti agli ospiti che in realtà la madre non era la brava persona che tutti credevano. Vincent comincia a fiutare il virus della protobestia e trova il misterioso tipo, camuffato da fattorino, che lo diffonde. Una volta rintracciato però capiscono che si tratta di una trappola e che chi si nasconde dietro tutto questo voleva far uscire allo scoperto Cat e Vincent. Nonostante tutto però Vincent capisce davvero chi sia la sua famiglia e che dei cugini alla lontana non possono sostituire i suoi fratelli, e Cat dopo aver visto un video lasciatole dalla madre, in cui le dice di cercare la felicità anziché tentare di salvare il mondo, comprende che dopotutto sua madre era innocente e ora è davvero pronta a fare scelte importanti riguardo al matrimonio. Mentre Cat e Vincent sono in chiesa per riflettere sulla nuova vita che li aspetta, vengono attaccati da un losco individuo con degli esplosivi.

## Doppio gioco
- Titolo originale: Both Sides Now
- Diretto da: Deborah Chow
- Scritto da: Vanessa Rojas

### Trama
Vincent e Cat scappano, da giorni, da un superpotenziato immune anche ai proiettili. Per sicurezza, Tess assegna delle scorte a J.T. e Heather. I futuri sposi, con la scusa del matrimonio, decidono di partire per le cascate del Niagara per una fuga d'amore, ma in realtà il loro obiettivo è allontanare il superpotenziato dalla città per proteggere i loro amici. Intanto J.T. sta cercando il laboratorio che ha diffuso il virus per risalire ai responsabili, ma con la scorta alle calcagna non può fare molto. Nel frattempo Heather va a un colloquio di lavoro ma scopre che è una trappola: viene presa in ostaggio da Julianna, la responsabile della diffusione del virus, che tortura Heather per ottenere informazioni su Vincent. Il superpotenziato trova Cat e Vincent e li porta da Julianna che decide di sedare la bestia. La donna pensa che i due siano stati ingaggiati da qualcuno che vuole ostacolare i suoi piani e alla sua richiesta di confessare li fa torturare dal superpotenziato e minaccia di somministrare a Vincent un siero capace di ucciderlo. Nel frattempo J.T. riesce a entrare nel laboratorio responsabile della diffusione del virus che è proprio quello di Julianna, dove trova Heather legata a una sedia che lo mette al corrente della situazione. Dopo averla liberata, spara una dose eccitante a Vincent che risveglia la bestia e affronta il superpotenziato, uccidendolo. Cat invece ha la meglio su Julianna che pugnala con violenza, anche quando la donna perde i sensi, davanti agli occhi esterrefatti di Vincent, J.T. e Heather. Catturata la colpevole, Cat e Vincent sentono finalmente di aver risolto i loro problemi. Tess lascia J.T. per le poche attenzioni che le dedica.

## Matrimonio con sorpresa
- Titolo originale: Shotgun Wedding
- Diretto da: Stuart Gillard
- Scritto da: Brad Kern e Anthony Epling

### Trama
Mentre Cat sistema gli ultimi dettagli del matrimonio, Vincent chiede a Tess di occuparsi del caso degli esperimenti tenendo all'oscuro la futura sposa. Julianna, da poco risvegliata dal coma, dichiara di aver fatto esperimenti su delle cavie, tra cui un certo Liam (poi ribellatosi a lei) e chiede aiuto a Vincent per fermarlo. Mentre si cerca di scoprire chi sia Liam, Julianna scappa dall’ospedale. Vincent e Tess la trovano nell'archivio della centrale di polizia mentre sottrae un'arma e riesce a fuggire. Intanto Tess chiede a J.T. di comunicare la loro separazione dopo il matrimonio, ma quasi tutti capiscono che tra i due c'è qualcosa che non va. A cinque ore dal matrimonio, Cat viene a sapere che Julianna è scappata e si reca al lavoro, ma Tess prova a farla ragionare e le fa trovare una limousine che dovrebbe portarla in chiesa. Mentre sale a bordo dell'auto, Cat viene aggredita da Julianna che la minaccia per avere l'aiuto della bestia. Fortunatamente Vincent arriva in tempo per salvare la sua sposa, mentre J.T. seda la fuggitiva per evitare che rovini il matrimonio. Per Cat invece il matrimonio è già rovinato e si rifiuta di entrare in chiesa. In suo soccorso arriva Vincent che, ancora una volta, con il cuore in mano, farà capire a Cat quanto desideri sposarla. Il matrimonio inizia in ritardo, ma all’arrivo della sposa all’altare, il momento idilliaco si interrompe da un urlo straziante. Julianna verrà trovata col corpo dilaniato, e gli sposi faranno la conoscenza di Liam, un superpotenziato immortale, che li attacca. Questo scompiglio si ripercuote soprattutto su Cat che depone le armi e decide di non voler più combattere.

## Cat si arrende
- Titolo originale: Cat's Out of the Bag
- Diretto da: David MacLeod
- Scritto da: Wendy Straker Hauser

### Trama
Vincent vuole fermare Liam e continua a fare ricerche su di lui, ma Cat è stanca che la gente a lei cara rischi la vita e decide di tirarsi indietro. Prima però mette insieme tutte le informazioni riguardanti Liam, Julianna e gli altri superpotenziati, per riaffidare il caso alle forze speciali. Vincent dal canto suo è ritornato l’uomo combattivo di una volta e si intrometterà più volte per fermare il nemico. Scopre che Liam ha ingaggiato un sicario che sta uccidendo e prosciugando il sangue di tutti coloro che nel proprio sangue avevano il siero, tra cui Alton (che viene soccorso da Vincent), e teme la stessa sorte per J.T. che viene avvisato in tempo e riesce a scappare. Quando Cat si rende conto che la situazione è ormai degenerata, torna all'attacco e uccide il sicario. Capisce che per quanto lei cerchi di allontanarsi dai guai, sono loro ad inseguirla, perciò decide di terminare, insieme a Vincent, quello che aveva cominciato. J.T. dedica più attenzioni a Tess al fine di ritornare insieme.

## Il paziente X
- Titolo originale: Patient X
- Diretto da: Norma Bailey
- Scritto da: Benjamin Raab e Deric A. Hughes

### Trama
Cat fa delle ricerche su Liam per capire quali sono i suoi obiettivi e scopre che ha dato fuoco a tre case di cura prima di arrivare a New York. Vincent si rifiuta di seguire schemi logici e preferisce affidarsi all'istinto. Intanto Liam piazza una bomba in ospedale per uccidere Alton, colpendo anche vittime innocenti. Poi cerca di tendere una trappola a J.T. ma Vincent capisce subito l'inganno e si traveste come l'amico per raggirare il superpotenziato che però manda al suo posto un ragazzo. Cat viene a sapere che quest'ultimo è il fratello di Julianna, Russell, anche lui ex-superpotenziato, che sta morendo perché non ha più i farmaci che gli forniva la sorella per curarsi dal siero. Russell le racconta di essersi iniettato il siero volontariamente per proteggere Julianna da Liam. Si viene a sapere che in realtà la donna voleva curare Liam da una malattia neurodegenerativa, ma lui l'aveva ingannata e quello che gli ha iniettato l'ha trasformato in un mostro. Vincent si accorge in tempo che nell'appartamento di Russell c'erano degli esplosivi e riescono a fuggire in tempo. Tess è preoccupata per J.T. e lo porta al sicuro. Trascorrendo del tempo insieme, Tess riscopre l'amore che J.T. ha sempre avuto per lei. Intanto Cat scopre dai file di Julianna che la prima vittima dei suoi esperimenti porta il nome di "paziente X" e pensa che possa essere la soluzione al problema. Mentre sono sulle tracce di Liam, Vincent sente di essere legato a lui in qualche modo in quanto riesce a percepire i suoi movimenti. Russell vuole vendicare la morte della sorella, così fugge dalla centrale di polizia per affrontare Liam, ma viene ucciso con degli esplosivi. Alla fine Liam trova anche J.T. e gli spiega che sta uccidendo tutti quelli che hanno assunto il siero per evitare che il virus potenzi altri. Vincent interviene in tempo per salvare l'amico e durante il combattimento scopre che anche Liam è una bestia. Tess e Cat aiutano Vincent sparando a Liam, ma questi sembra inarrestabile e scappa via tramando nuovi piani. J.T. decide di trasferirsi, ma scopre che anche lui sta lentamente morendo a causa dell’avvelenamento da siero.

## Con me o contro di me
- Titolo originale: Unbreakable
- Diretto da: Sudz Sutherland
- Scritto da: Roger Grant e Melissa Glenn

### Trama
Cat condivide le sue preoccupazioni con la sorella appena arrivata da Londra. Ma Heather venuta a sapere da J.T. della storia di Rebecca e Alister (antenati di Cat), comunica alla sorella che anche loro hanno combattuto contro una bestia, e questo rende più solida la teoria sul fatto che Cat e Vincent sono destinati a stare insieme. Improvvisamente irrompe Liam che vuole fare un accordo con Vincent e gli consiglia di accettare se non vuole mettere a rischio la vita dei suoi amici. Liam fa sapere a Cat e Vincent che Julianna usava il dna delle bestie per creare il siero dei superpotenziati e lui teme che questo particolare, se scoperto, possa far riemergere la caccia alle bestie. Così propone a Vincent di distruggere i campioni delle cavie per salvarsi la pelle. Inoltre confessa loro che il siero ha effetti letali e che J.T. sta per morire, ma lui lotta fino alla fine per trovare una cura. Vincent  è costretto ad aiutare Liam altrimenti finirà nei guai anche lui, ma Cat teme che voglia trasformare Vincent in una bestia facendogli perdere l'umanità. Liam ha intenzione di ricordare a Vincent il suo lato più bestiale mettendolo alla prova con varie minacce perché se Vincent non è dalla sua parte, lo distruggerà. Cat scopre che gli Hellinsworth, famosi filantropi della città, che difendono da qualsiasi accusa Liam, non sono altro che i suoi discendenti. In realtà Liam è un loro antenato che ha più di 200 anni e che aveva una relazione con Rebecca, l'antenata di Cat. La sua famiglia lo abbandonò e ora lui ne ha ripreso parte per vendicarsi spacciandosi per un fratello della signora Hellinsworth. I campioni vengono distrutti e Vincent ne approfitta per ribellarsi a Liam. 

## Finché morte non ci separi
- Titolo originale: Sins of the Fathers
- Diretto da: Jeff Renfroe
- Scritto da: Gillian Horvath

### Trama
Vincent cerca di ottenere il famoso siero per cancellare la memoria che usò tempo prima il padre di Cat su di lui. Così lo fa evadere di prigione per crearlo. La signora Hellinsworth viene ricoverata per avvelenamento, ma la filantropa si rifiuta di credere che Liam la stia uccidendo. Tuttavia Vincent la mette in guardia, ma Liam confessa alla donna le sue intenzioni di uccidere tutta la famiglia mentre le somministra un veleno fatale. Liam vuole che al funerale vi partecipino solo i membri della famiglia e durante i preparativi Cat e Vincent lo catturano, sedandolo e immobilizzandolo con una pietra che lo indebolisce. Mentre gli viene iniettato il siero, Liam confessa il suo piano di uccidere i suoi discendenti al funerale, così Cat e Vincent corrono in chiesa e disinnescano la bomba, soccorrendo gli Hellinsworth. Nel frattempo Bob Reynolds nota che il siero non funziona, Liam si trasforma in bestia e lo uccide. J.T. trova finalmente la cura che lo guarisce dall'avvelenamento da siero.

## Destinati
- Titolo originale: Destined
- Diretto da: Stuart Gillard
- Scritto da: Brad Kern

### Trama
Liam, in cerca di vendetta, sta riesumando il passato segreto di Vincent e Cat per farli uscire allo scoperto e metterli nei guai. Ma Cat pensa sia una strategia per distrarli dal vero piano di Liam. Entrambi vengono indagati dagli Uffici Interni, e Vincent viene ulteriormente incastrato da Liam. Intanto J.T. viene arrestato per favoreggiamento, ma viene fatto subito rilasciare da Tess. A questo punto Cat e Vincent giocano d'anticipo e confessano ai federali tutta la verità, ma mentre i due agenti parlano in privato decidendo se fidarsi di loro, un agente viene aggredito da Liam che indossa un camice. L'altro agente, credendo che l'aggressore sia Vincent, fa scattare l'allarme ma durante la fuga Vincent viene inseguito dagli agenti speciali e ferito a morte da quest’ultimi. Liam lo crede morto, ma in realtà Vincent è ancora vivo grazie all'aiuto di J.T. che gli inietta un farmaco. L'agente capisce che l'assassino del suo collega non è Vincent perché Liam è immune ai colpi da fuoco. Intanto Liam rapisce Cat e la porta nel suo nascondiglio in un tunnel sotterraneo. Vincent riesce a fiutare le sue tracce e lo attacca di sorpresa strappandogli il cuore. Tutto sembra finire bene, l'agente federale giunge a un compromesso con Cat e Vincent: Liam verrà incolpato della maggior parte dei reati in cui era coinvolto Vincent, ma loro due collaboreranno coi federali qualora ce ne fosse bisogno. Lontani dai pericoli, Cat e Vincent possono finalmente celebrare il loro matrimonio.